# Seppe Baetens
Seppe Baetens (ur. 13 lutego 1989) – belgijski siatkarz, grający na pozycji przyjmującego, reprezentant Belgii. 

## Sukcesy klubowe
Mistrzostwo Belgii:
- 2019
- 2011, 2012, 2014, 2015[3]
- 2008, 2009, 2010

Puchar Belgii:
- 2014, 2015[4]

Superpuchar Belgii:
- 2015